# Duce
Duce (pronunciado /dutʃe/) (Caudillo) era el apelativo propagandístico mediante el cual el líder fascista Benito Mussolini se dio a conocer en la vida política italiana desde 1922 hasta 1945. El apelativo il Duce utilizado por dicho dictador es una derivación de la voz latina dux / duce.

## Orígenes del término
En latín clásico, dux denotaba el rango militar de general (dux, a su vez, deriva su semántica probablemente del verbo duco: guiar desde adelante, en oposición a ago: guiar desde atrás. De esta manera «el que guía desde adelante» denotaría originalmente a un guía militar o caudillo.)
Los máximos dirigentes de Venecia, Génova y otras repúblicas italianas eran llamados dux en latín (doge en véneto y ligur).
El término duce volvió a utilizarse en Italia como parte del reavivamiento nacionalista del siglo XIX para referirse a los grandes caudillos nacionales como Giuseppe Garibaldi y más tarde, el poeta Gabriele D'Annunzio. Durante la Primera Guerra Mundial, la palabra era de uso común en la retórica propagandística. Por ejemplo, el rey Víctor Manuel era conocido como el duce supremo, en referencia a su cargo como comandante en jefe de las fuerzas armadas italianas (véase como referencia el texto del Bollettino della Vittoria de 1918).
Durante el periodo de entreguerras el término formaba parte del uso común del lenguaje cotidiano y periodístico. El mismo aparece referido a Mussolini en la prensa italiana antes de la década del veinte. Mussolini era ya un personaje conocido y los diarios se referían a él como «el gran Duce de la primera sección socialista de Italia».

## Uso del término
Con la creación del partido fascista, el término se convirtió en un título utilizado exclusivamente para referirse al líder del movimiento, Benito Mussolini, y el apelativo Il Duce se convirtió en el modo oficial de referirse a su persona. Estuvo en uso desde el ascenso de Mussolini al poder en 1922 hasta su deposición como mandatario italiano en 1943, si bien continuó siendo conocido como tal hasta su fusilamiento en 1945. 
En la historiografía contemporánea, la convención es utilizar el término Duce para referirse exclusivamente al dictador Benito Mussolini.

## Términos relacionados
El equivalente alemán Führer (pronunciado /fy:ʁɐ/), utilizado por Adolf Hitler, es una traducción literal de il Duce (guía o líder). 
El título rumano de conducător, equivalente de duce, fue utilizado por los dos dictadores rumanos Ion Antonescu (1882-1946) y el comunista Nicolae Ceaușescu (1918-1989) y, anteriormente, por el rey Carol II (1893-1953).
También el líder croata Ante Pavelić utilizó, a modo de imitación de Mussolini, el título poglavnik. Así, gobernó entre 1941 y 1945 el Estado Independiente de Croacia como estado títere de las grandes potencias del Eje.
领袖 (lǐngxiù), que vendría a significar líder supremo, título usado para Mao Zedong.
Finalmente, Вождь (vozhd’), jefe o caudillo, usado para José Stalin (similar a führer o duce).
En España, El caudillo, título que se concedió el general español Francisco Franco (si bien proveniente del latín capitellum, y muy utilizado a través de la historia en zonas de habla española: Bolívar, San Martín, Zapata, Pancho Villa, etc.) sería una equivalencia de estos términos.